# Heinrich Lübke
Heinrich Lübke (en allemand : /ˈhaɪ̯n.ʁɪç ˈlʏp.kə/ ), né le 14 octobre 1894 à Enkhausen et mort le 6 avril 1972, est un homme d'État ouest-allemand membre de l’Union chrétienne-démocrate (CDU). Ministre fédéral de l’Alimentation, de l’Agriculture et des Forêts, il est élu président de la République fédérale d'Allemagne en 1959. Réélu en 1964, il doit démissionner quelques mois avant la fin de son mandat à cause de révélations sur son passé sous le régime nazi.

## Biographie

### Famille et études
Heinrich Lübke est issu d'un milieu très modeste, son père étant un cordonnier (plus tard fermier) du sud-est de la Westphalie.
Après avoir passé son Abitur (baccalauréat) à la veille du premier conflit mondial, Lübke s'apprête à entamer des études supérieures d'agronomie et de géodésie à l'Académie d'agriculture de Bonn.
Cependant, il se porte volontaire pour aller combattre dès le mois d'août 1914, et termine la guerre en tant que lieutenant du cadre de réserve.
Il reprend ses études à la fin de la guerre et passe l'examen d'ingénieur agricole en 1921. Par la suite, il se rend à Berlin pour étudier l'économie jusqu'en 1924, puis devient dirigeant des coopératives agricoles allemandes (Deutsche Bauernschaft). En 1929, il épouse Wilhelmine Keuthen.
À leur arrivée au pouvoir, les Nazis souhaitent réformer le système coopératif à leur profit, en écartant Lübke, jugé peu fiable en raison de son appartenance au Zentrum. Pour ce faire, il est accusé en 1934 de corruption, jugé et condamné à vingt mois de prison. Libéré fin 1935, sans travail, il retrouve une activité dans le cadre coopératif, puis au sein d'un cabinet d'architecture et d'ingénierie.
Après-guerre, il dirige lui-même un cabinet de ce type dans la ville d'Höxter.

### Carrière politique

#### Sous la République de Weimar
Membre du parti catholique, le Zentrum, il est élu en 1932 député au Landtag de Prusse. Réélu en 1933, il cessera d'exercer ses fonctions après l'arrivée des Nazis au pouvoir.

#### Haut fonctionnaire de Westphalie
En 1946, Lübke devient membre du gouvernement civil provisoire mis en place par les forces militaires d'occupation britanniques en Westphalie et figure parmi les membres du premier Landtag de Rhénanie-du-Nord-Westphalie, nommés par les Anglais. Il conserve ce mandat lors de l'élection régionale d'avril 1947. Il est chargé de l'Agriculture dans les gouvernements régionaux dirigés par Rudolf Amelunxen et Karl Arnold entre 1947 et 1952.

#### Président fédéral
Lübke, désormais membre de la CDU est élu membre du Bundestag, puis le quitte pour le retrouver lors de l'élection de 1953, à la suite de laquelle il est nommé ministre fédéral de l'Alimentation et de l'Agriculture au sein du gouvernement Adenauer.
Désigné par la CDU comme candidat à l'élection du président fédéral du 1er juillet 1959, il emporte celle-ci en battant au second tour Carlo Schmid, le stratège du SPD. Il sera réélu en 1964.
Excellent technicien, mais manquant cruellement de charisme, il semble avoir été choisi à dessein par Konrad Adenauer, qui ne souhaitait pas voir le président fédéral sortir de son strict domaine de compétences (essentiellement circonscrit à des fonctions de représentation) et interférer dans la politique du gouvernement. Du point de vue d'Adenauer, ce choix s'avèrera exact et judicieux. On retient son manque d'assurance et sa propension à commettre des gaffes.

#### Une démission contrainte
À la suite d'une campagne de dénigrement orchestrée par l'Allemagne de l'Est, Lübke est accusé d'avoir dessiné des plans de baraquements pour des camps de concentration sous le régime nazi. L'affaire prend de l'importance lorsque le magazine Stern reprend à son compte l'accusation et que l'agitation estudiantine de 1968 s'en empare, notamment lors de l'occupation  de l'université de Bonn.
Le président Lübke parle à la télévision le 1er mars 1968 : « Je suis innocent. Je ne savais pas que les plans que j'avais dessinés servaient à construire des camps. De plus, cela date de 25 ans : comment voulez-vous que je me rappelle tous les détails ? ».
Mais il annonce en octobre 1968 sa démission pour le 30 juin 1969, soit trois mois avant la fin de son second mandat.
Il meurt en 1972. Lübke est le premier catholique élu président fédéral.

## Hommage
Le centre hospitalier régional de Diourbel au Sénégal porte son nom.

## Liens externes

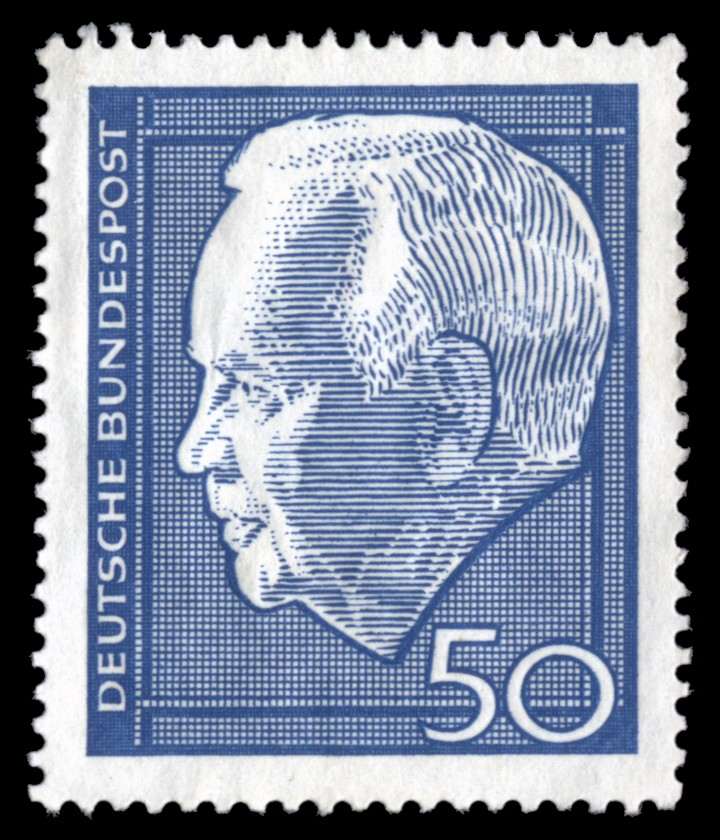
Heinrich Lübke sur un timbre de la RFA
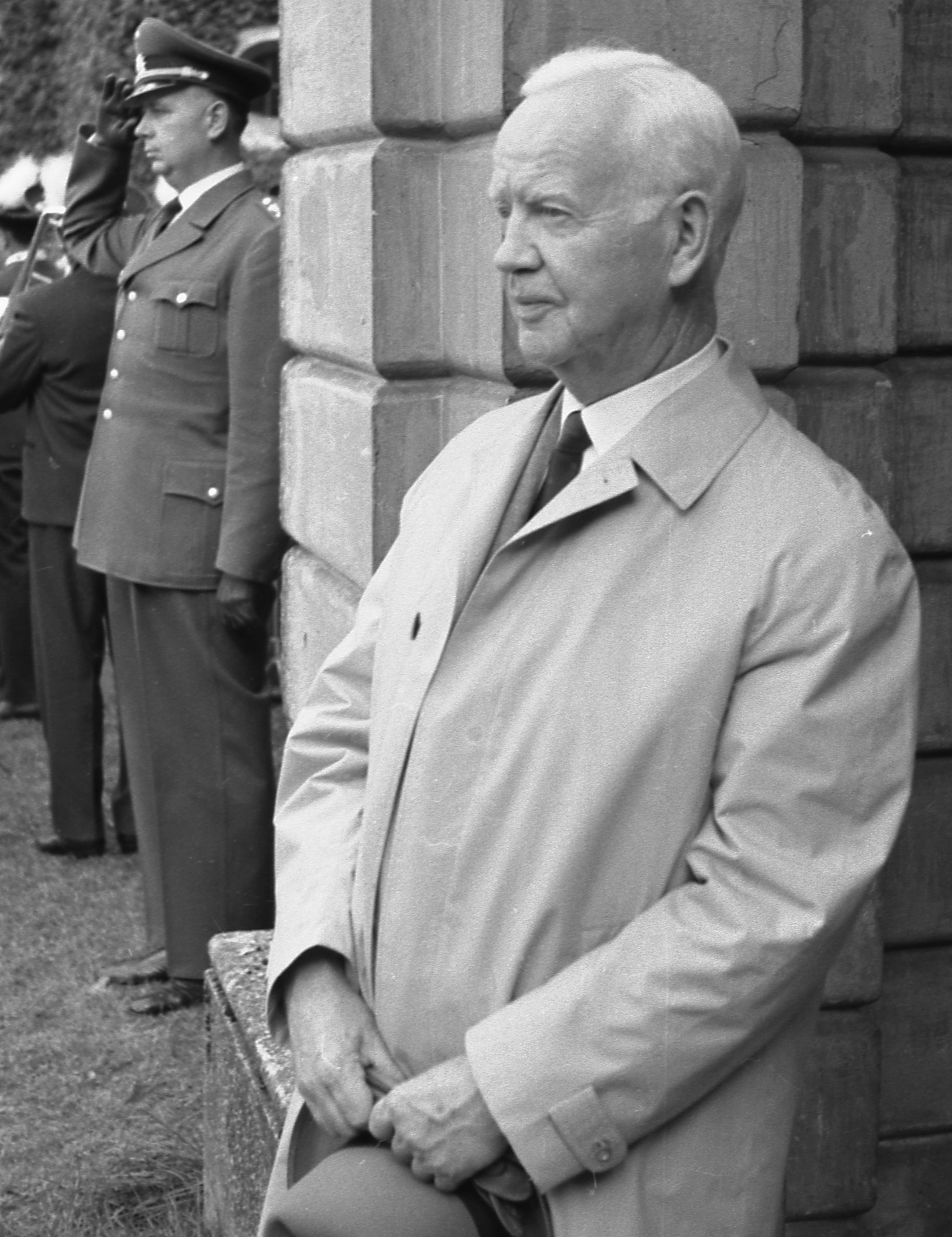
Heinrich Lübke